# Grafenschloss Diez

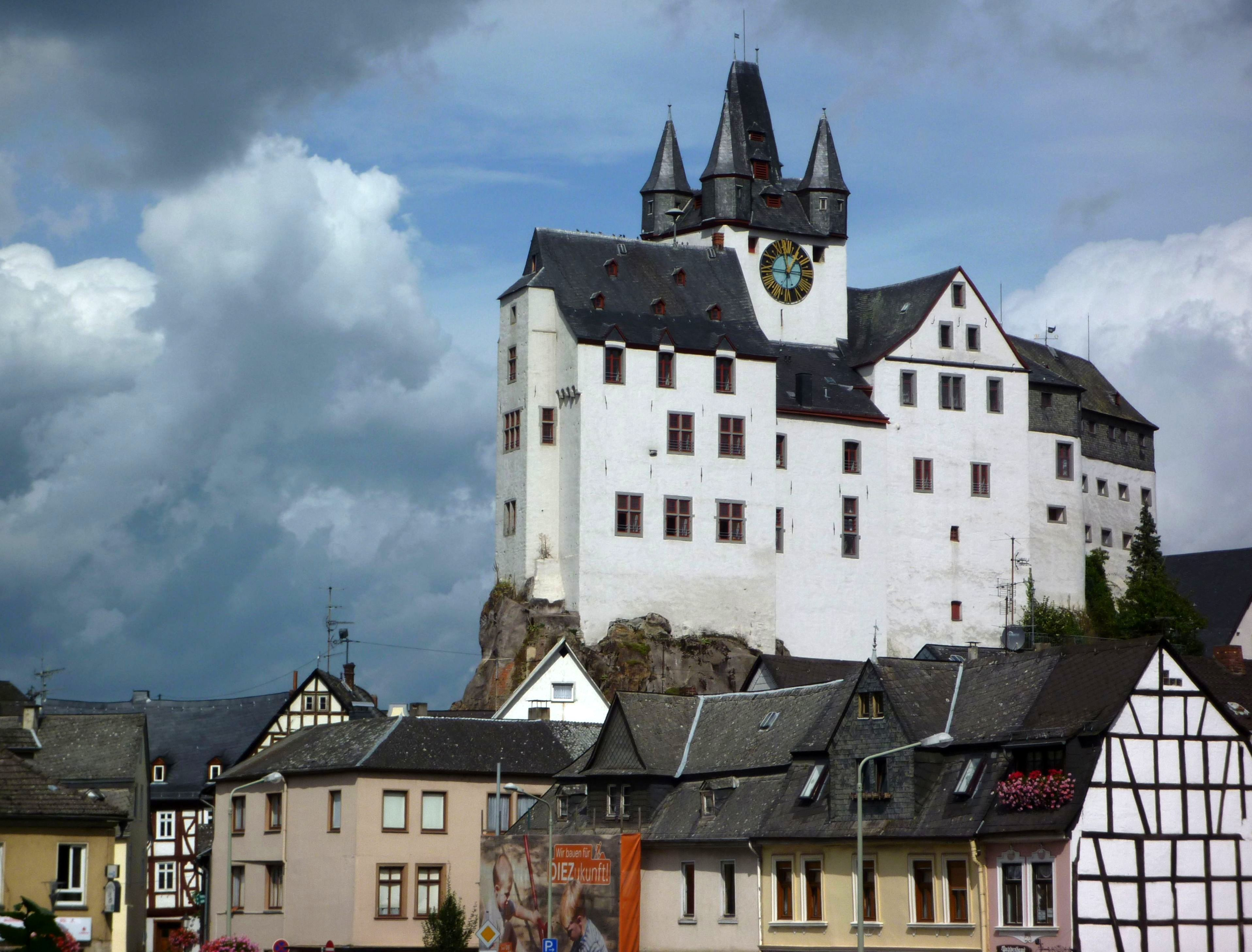
Das Grafenschloss Diez von Süden

Das hochmittelalterliche Grafenschloss Diez ist eine Höhenburg über der Stadt Diez im Rhein-Lahn-Kreis, Rheinland-Pfalz, Deutschland.

## Lage
Die hochmittelalterliche Burg Grafenschloss Diez thront auf einem Porphyrfelsen unmittelbar über der Altstadt der Stadt Diez. Der Ort und die Burg liegen oberhalb der Mündung der Aar in die Lahn an einer Furt, die von mehreren Altstraßen genutzt wurde.

## Geschichte

Das Wappen der Grafschaft Diez wird heute noch von der Stadt Diez geführt

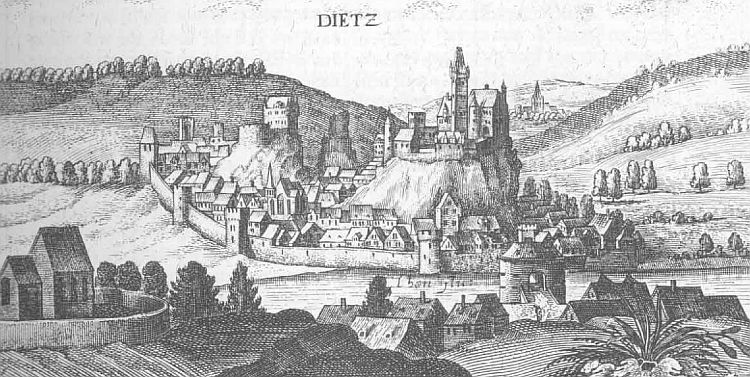
Das Schloss Diez über der gleichnamigen Stadt – Auszug aus der Topographia Hassiae von Matthäus Merian 1655

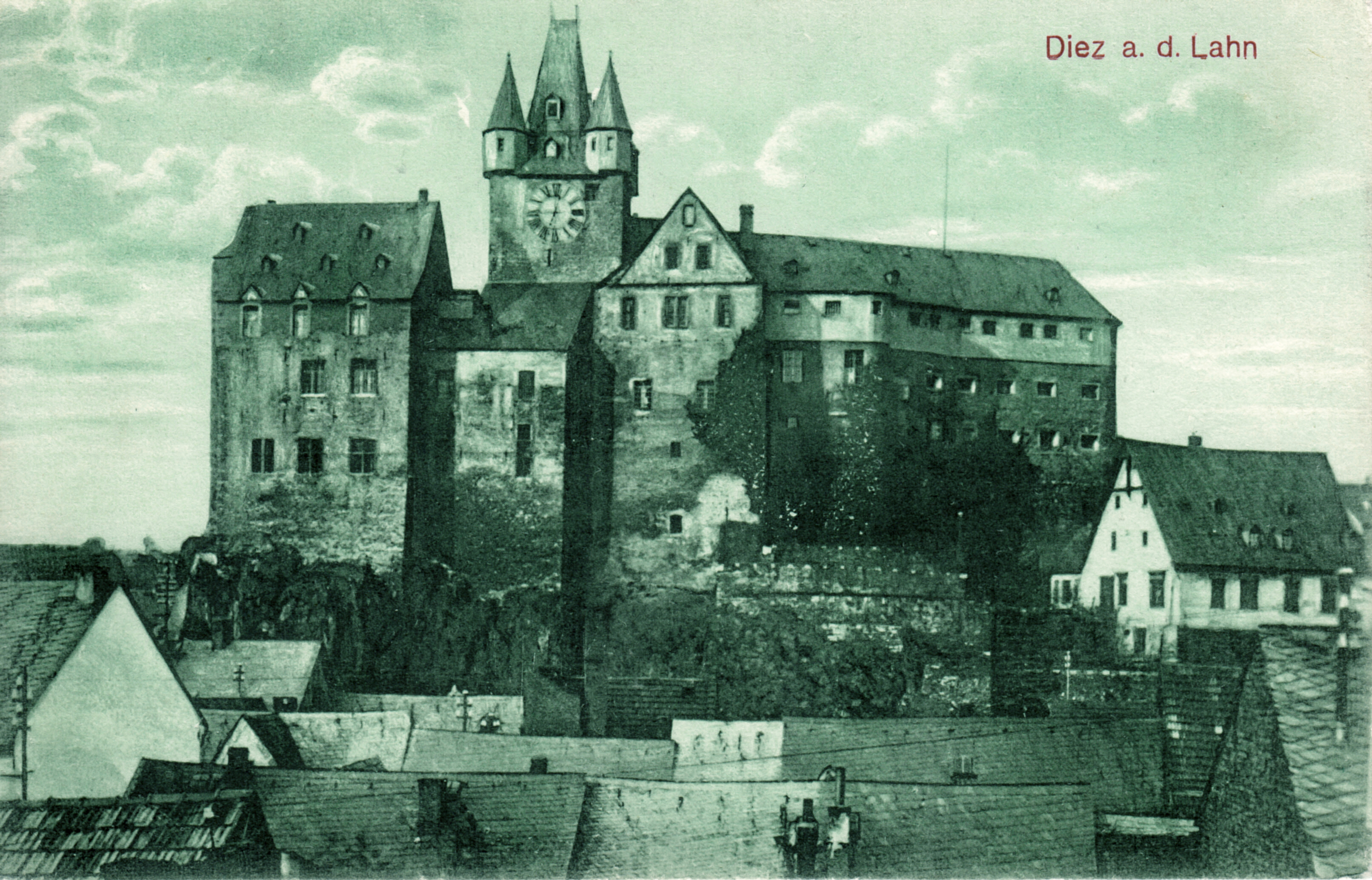
Schloss Diez, 1914

Das Datum, der Bauherr und das Motiv des ersten Burgenbaus an dieser Stelle ist nicht überliefert. Bereits für die Ersterwähnung des Ortes im Jahr 790 als „Theodissa“ wird das Bestehen einer fränkischen Militärstation zum Schutz der Furt vermutet.
Nach Überlieferungen wurde der Bergfried und das Palas in der zweiten Hälfte des 11. Jahrhunderts, aber vor 1073, durch die Grafen von Diez erbaut. Grundsteinleger soll der Bruder des Emmerich von Diez gewesen sein. Von dieser Anlage sind heute nur noch die Fundamente des Hauptturms vorhanden.
Mit der bedeutendsten Ausdehnung der Grafschaft Diez ab der zweiten Hälfte des 11. Jahrhunderts wurde die Burg deutlich ausgebaut. Im Jahr 1329 erhielt der Ort Diez Stadtrechte. Nach der Spaltung der Grafschaft Diez in die Linien Diez und Weilnau verblieb die Burg Diez im Gemeinschaftsbesitz beider Linien, die hier repräsentative Wohnsitze unterhielten. Ende des 13. Jahrhunderts ließ Hermann von Weilnau, Propst des Georgstift in Limburg, an der Burg umfängliche Baumaßnahmen ausführen.
1386 starb der letzte Graf von Diez, Gerhard VII. Sein verbleibendes Herrschaftsgebiet fiel mit der Burg Diez über seine Tochter Jutta an seinen Schwiegersohn, Graf Adolf von Nassau-Dillenburg (Haus Nassau-Dillenburg Ottonische Linie). Adolf von Nassau-Dillenburg starb ebenfalls ohne männliche Nachkommen. Die Hälfte seines Diezer Erbes fiel an seinen Bruder Engelbert von Nassau-Dillenburg, die andere Hälfte an das Haus Eppstein. Die Herren von Eppstein verpfändeten die Hälfte ihres Besitzes an die Grafschaft Katzenelnbogen. Mit dem Tode Philipps von Katzenelnbogen im Jahr 1479 fiel die Grafschaft Katzenelnbogen an die Landgrafschaft Hessen. Die hessischen Landgrafen verkauften 1534 die Hälfte ihres Anteils (also ein Achtel der Burg Diez) an Kurtrier. Den verbleibenden Eppsteinische Anteil (ein Viertel) erbten 155 die Grafen von Königstein, die ihn 1530 an die Grafen von Nassau Dillenburg veräußerten. Im Rahmen der Auseinandersetzung über das umfangreiche Katzenelnbogische Erbe konnte das Haus Nassau-Dillenburg mit dem Diezer Vertrag von 1564 die Alleinherrschaft über die Burg erreichen.
Unter den Grafen von Nassau wurde die Burg Diez zu einem Fürstenschloss der Frührenaissance umgestaltet. Für die Arbeiten wurden bevorzugt niederländische Handwerker verpflichtet.
Mit Teilung des Ottonischen Hauses Nassau 1606 wurde das Schloss Diez Sitz der Grafen von Nassau-Diez (bzw. Oranien-Nassau). Da sich der Mittelpunkt ihres Besitzes in den Niederlanden befand, diente die Burg Diez als Witwensitz für Sophie Hedwig von Braunschweig-Lüneburg (1592–1642) und Albertine Agnes von Oranien-Nassau (1634–1696). Wegen der mittlerweile unzureichenden Wohnsituation ließ Albertine 1672 das Schloss Oranienstein bei Diez erbauen. In der folgenden Zeit diente die Burg nur noch als Amtsgebäude.
Im Jahr 1778/1779 wurde die Burg nach Plänen des Bauinspektors Sckell zum Gefängnis umgebaut. Das Gefängnis wurde 1806 erweitert. Diese Funktion behielt die Burg bis 1928. Ab 1910 wurde das Gefängnis jedoch schrittweise in einen Neubau nach Freiendiez verlegt. Seit Ende des 18. Jahrhunderts wurden in der Gefangenenanstalt verschiedene Handwerke ausgeführt. Die bedeutendste davon war die Verarbeitung der Lahnmarmore.
Die Stadt Diez und Preußen wollten die Burg dem niederländischen Königshaus übergeben, das es allerdings ablehnte. 1953 wurde eine Jugendherberge in der Burg eingerichtet. In den 1960er Jahren folgte die Einrichtung des Nassauischen Heimatmuseums in der Burg. In der Vorburg waren einige private Wohnungen.

## Anlage

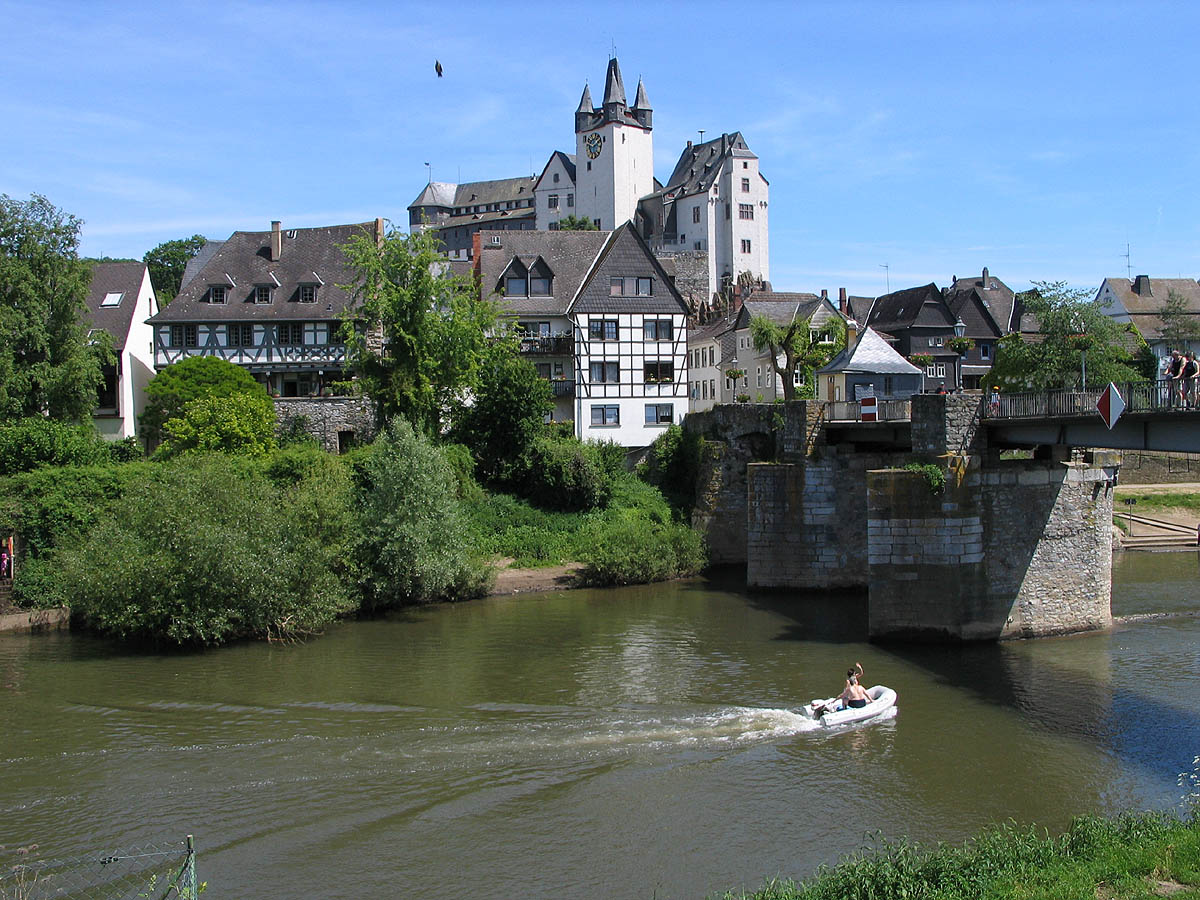
Blick über die Lahn auf das Grafenschloss

Die Burg besteht aus einer Kernburg mit nordöstlich vorgelagerter großer Vorburg. Aufgrund zahlreicher Umbauarbeiten lässt sich wenig über das Aussehen der mittelalterlichen Höhenburg sagen. Nach Erkenntnissen der Bauforschung erfolgten größere Ausbauten der Burg in der zweiten Hälfte des 11. Jahrhunderts, als die Grafschaft Diez ihre bedeutendste Ausdehnung erreichte.
In der zweiten Hälfte des 11. Jahrhunderts wurde der viergeschossige Bergfried mit seinem Zinnenkranz auf älteren Fundamenten erbaut. Der Turm hat eine Grundfläche von 10 mal 10 Meter. Er sicherte den Zugang von der Vorburg zur Hauptburg. Das steile Walmdach mit vier Wichhäuschen an den Ecken wurde um 1425 angebracht.
Südlich des Bergfrieds befindet sich der ummauerte Burghof mit dem dreigeschossigen Südpalas, der 1485 erbaut, starke Einflüsse niederländischer Handwerkskunst aufweist.
Von den Ausbauarbeiten unter Hermann von Weilnau ist der Saalbau an der Südspitze der Burg erhalten. Die St. Remigiuskapelle zwischen Saalbau und Bergfried wurde wahrscheinlich auch unter ihm erbaut (Ersterwähnung 1357). Bei dem Ausbau des Saales 1455 wurde das Kapellengebäude in den Saalbau integriert und die Kapelle in die Vorburg verlegt.
Die Kernburg schließt nördlich mit einem niedrigen Rundturm ab. Es ist unklar, ob es sich hierbei um die Reste eines Bergfrieds des 13. Jahrhunderts handelt oder ob er erst im 15. Jahrhundert als Rondell errichtet wurde. Dieser Bau wurde beim Ausbau des Gefängnisses ab 1884 überbaut.
Die Vorburg wurde ab 1455 von niederländischen Handwerkern im Auftrag der nassauischen Grafen ausgebaut. Der Torbau der Vorburg wurde 1581 errichtet. Der Torbau hat einen Rollwerk- und Fachwerkgiebel.
Der Zellenflügel und das Arbeitshaus in der westlichen Vorburg wurden beim Umbau zum Gefängnis ab 1779 errichtet und beherbergen heute die Jugendherberge.
Der ehemals vorhandene Halsgraben ist weitestgehend aufgefüllt und damit nicht mehr vorhanden.
Im Umfeld der Burg haben sich die Stiftskirche Diez und mehrere Burgmannenhäuser aus dem 13. und 14. Jahrhundert erhalten. Die Stiftskirche wurde ab 1289 erbaut und ist Grablege zahlreicher Grafen von Nassau-Diez.
Im Jahr 1995 begann die Renovierung des Schlosses mit dem hellen Verputz der Außenfassade. Die Arbeiten wurden bis 2007 abgeschlossen. Die veranschlagten Kosten betragen 7,68 Millionen Euro.

### Heutige Nutzung

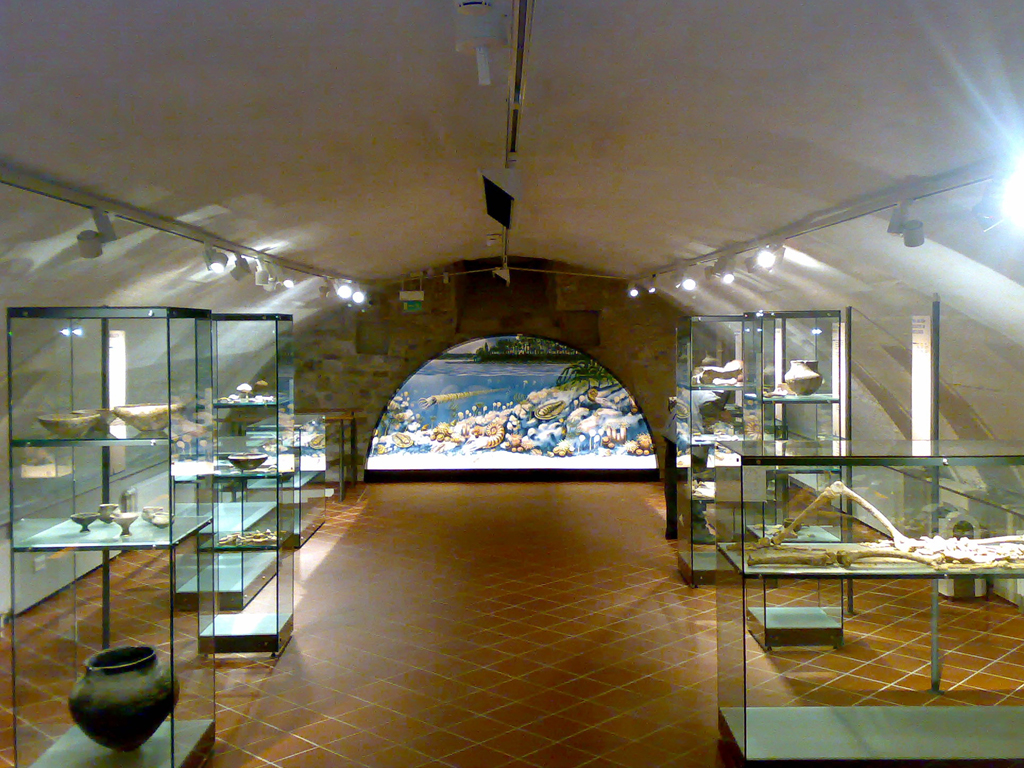
Museum im Grafenschloss Diez

Seit 24. Juni 2006 ist die Burg als ein Jugendgästehaus des Deutschen Jugendherbergswerks (DJH) in dessen Landesverband Rheinland-Pfalz / Saarland wiedereröffnet. Das Jugendgästehaus erstreckt sich über 3.100 Quadratmeter und bietet 129 Betten.
Die völlig neu konzipierte Nachfolgeeinrichtung des alten Nassauischen Heimatmuseums ist nach umfassender Sanierung und Renovierung seit dem 3. Oktober 2007 im Grafenschloss Diez untergebracht und führt seither den Namen Museum im Grafenschloss Diez. Themen der Dauerausstellung: Vor- und Frühgeschichte, Geschichte des Grafenschlosses, Stadtgeschichte Diez (vom Mittelalter bis heute), Fürstengalerie. Daneben werden u. a. Sonderausstellungen und museumsdidaktische Aktionen für Kinder angeboten. Das Museum erstreckt sich auf einer Fläche von 830 Quadratmeter.
Seit 1921 ist die Verwaltung des Museums vertraglich geregelt und ausschließlich Sache des Museums- und Geschichtsvereins für Diez und Umgebung e. V.